# Campioni italiani assoluti di atletica leggera indoor - 400 metri piani femminili
Questa pagina raccoglie un elenco di tutte le campionesse italiane dell'atletica leggera nei 400 metri piani indoor, specialità introdotta ai campionati italiani assoluti di atletica leggera indoor nella prima edizione del 1970 e da allora sempre presente nel programma della manifestazione.

## Albo d'oro
| Anno | Atleta (società)                                | Prestazione |
| ---- | ----------------------------------------------- | ----------- |
| 1970 | Donata Govoni Unipol Bologna                    | 56"4(m)     |
| 1971 | Silvia Chersoni CUS Ferrara                     | 56"8(m)     |
| 1972 | Alessandra Orselli CUS Firenze                  | 56"3(m)     |
| 1973 | Donata Govoni Unipol Bologna                    | 56"4(m)     |
| 1974 | Danila Paredi SNIA Milano                       | 58"5(m)     |
| 1975 | Alessandra Orselli Arci UISP Firenze            | 56"5(m)     |
| 1976 | Giuseppina Cirulli Libertas San Saba Roma       | 56"66       |
| 1977 | Marita Koch Germania Est                        | 51"57       |
| 1978 | Daniela Porcelli CUS Cagliari                   | 56"78       |
| 1979 | Giuliana Bargioni Atletica Alba Docilia         | 56"7(m)     |
| 1980 | Erica Rossi Fiat OM Brescia                     | 54"45       |
| 1981 | Erica Rossi Iveco Brescia                       | 54"28       |
| 1982 | Morena Pistrino SNIA Milano                     | 56"14       |
| 1983 | Patrizia Lombardo SNIA Milano                   | 55"07       |
| 1984 | Erica Rossi Iveco Torino                        | 53"74       |
| 1985 | Erica Rossi Sisport Paraflù Torino              | 53"63       |
| 1986 | Erica Rossi Also Fiat Torino                    | 53"89       |
| 1987 | Cosetta Campana Sisport Fiat Torino             | 54"52       |
| 1988 | Erica Rossi Sisport Fiat Torino                 | 55"06       |
| 1989 | Carla Barbarino Sisport Fiat Torino             | 55"36       |
| 1990 | Irmgard Trojer SSV Bruneck                      | 54"12       |
| 1991 | Maria Vicenza Marasco Fiat Sud Formia           | 55"09       |
| 1992 | Irmgard Trojer SSV Bruneck Volksbank            | 53"44       |
| 1993 | Francesca Carbone Sisport Fiat Torino           | 54"30       |
| 1994 | Patrizia Spuri Atletica Studentesca CA.RI.RI.   | 54"80       |
| 1995 | Francesca Carbone Snam Gas Metano               | 53"96       |
| 1996 | Carla Barbarino Snam                            | 53"91       |
| 1997 | Fabiola Piroddi Snam                            | 54"65       |
| 1998 | Patrizia Spuri Gruppo Sportivo Forestale        | 53"59       |
| 1999 | Virna De Angeli Ginnastica Comense 1872         | 53"30       |
| 2000 | Francesca Carbone Snam                          | 53"01       |
| 2001 | Carla Barbarino CUS Torino Asics                | 54"40       |
| 2002 | Danielle Perpoli SAI Assicura                   | 53"90       |
| 2003 | Monika Niederstätter Gruppo Sportivo Forestale  | 53"49       |
| 2004 | Monika Niederstätter Gruppo Sportivo Forestale  | 53"67       |
| 2005 | Monika Niederstätter Gruppo Sportivo Forestale  | 54"66       |
| 2006 | Daniela Reina Gruppo Sportivo Fiamme Azzurre    | 54"13       |
| 2007 | Daniela Reina Gruppo Sportivo Fiamme Azzurre    | 53"11       |
| 2008 | Daniela Reina Gruppo Sportivo Fiamme Azzurre    | 53"75       |
| 2009 | Daniela Reina Gruppo Sportivo Fiamme Azzurre    | 53"19       |
| 2010 | Marta Milani Centro Sportivo Esercito           | 53"54       |
| 2011 | Marta Milani Centro Sportivo Esercito           | 53"09       |
| 2012 | Maria Enrica Spacca Gruppo Sportivo Forestale   | 53"00       |
| 2013 | Chiara Bazzoni Centro Sportivo Esercito         | 53"78       |
| 2014 | Chiara Bazzoni Centro Sportivo Esercito         | 53"44       |
| 2015 | Chiara Bazzoni Centro Sportivo Esercito         | 53"51       |
| 2016 | Ayomide Folorunso Gruppo Sportivo Fiamme Oro    | 53"16       |
| 2017 | Ayomide Folorunso Gruppo Sportivo Fiamme Oro    | 53"38       |
| 2018 | Raphaela Lukudo Centro Sportivo Esercito        | 53"08       |
| 2019 | Raphaela Lukudo Centro Sportivo Esercito        | 53"14       |
| 2020 | Ayomide Folorunso Gruppo Sportivo Fiamme Oro    | 52"82       |
| 2021 | Rebecca Borga Gruppi Sportivi Fiamme Gialle     | 52"69       |
| 2022 | Eleonora Marchiando Centro Sportivo Carabinieri | 53"52       |
| 2023 | Ayomide Folorunso Gruppo Sportivo Fiamme Oro    | 52"28       |